# Kolkansaari
Kolkansaari est une île de l'estuaire du fleuve Kymijoki à Kotka en Finlande.

## Géographie
L'île est bordée par les rapides Korkeakoski et Koivukoski, par le bras Huumanhaara du Kymijoki, et par le golfe de Finlande.
Le point culminant de Kolkansaari est Äijänvuori (56 m). 
Il y a une zone agricole et résidentielle en particulier le long du bras Huumanhaara du Kymijoki. 
La partie sud de l'île (la partie sud de Jumalniemi) est en grande partie une zone forestière à l'état naturel. 
La route nationale 7 et le chemin de fer de Kotka traversent Kolkansaari.
Les quartiers suivants sont situés sur Kolkansaari :
- 30.Jumalniemi
- 40.Kalliokoski
- 41.Hovila
- 42.Koivula
- 43.Kierikkala

## Galerie

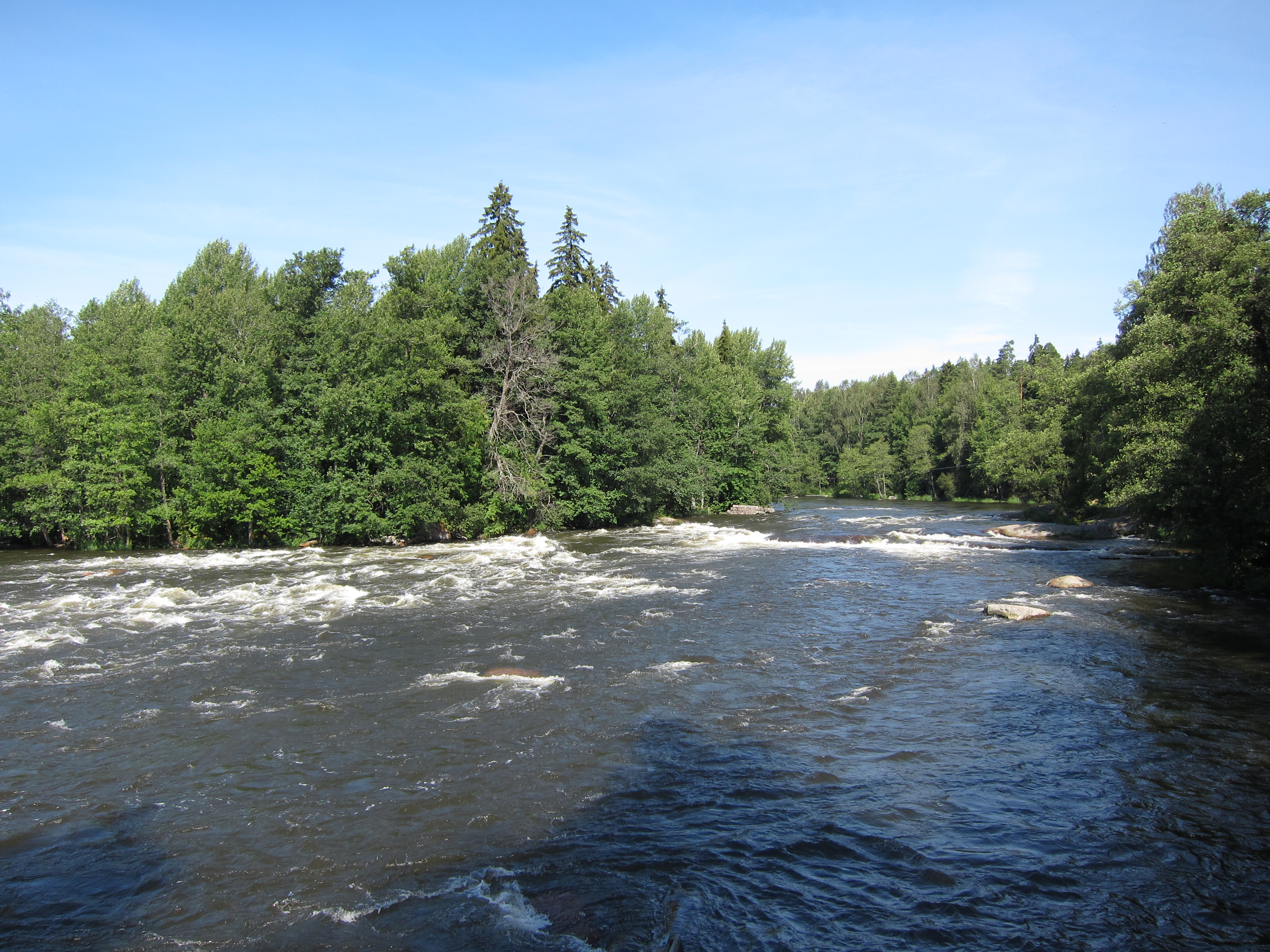
Rapides Siikakoski.
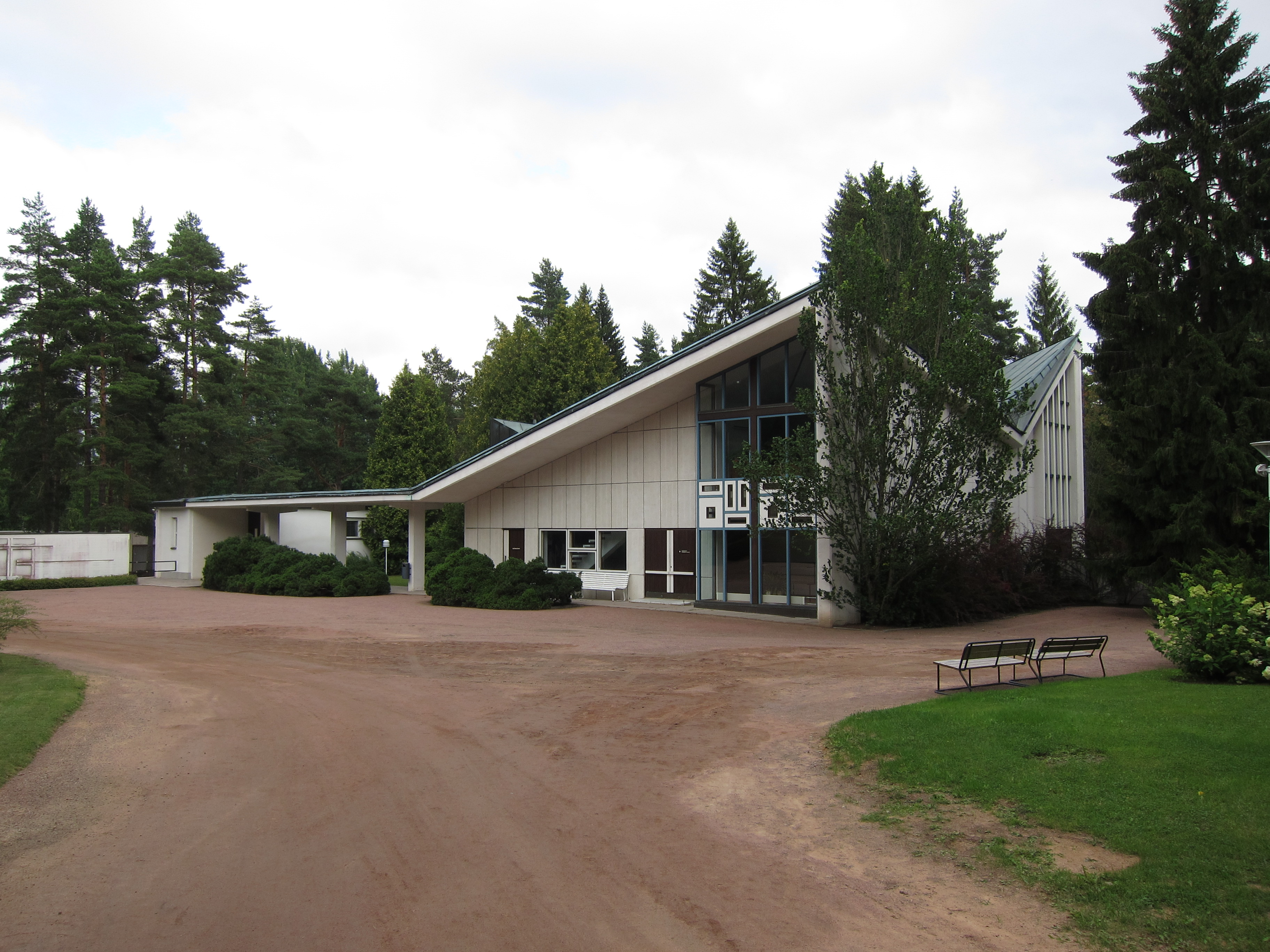
Chapelle de Parikka.
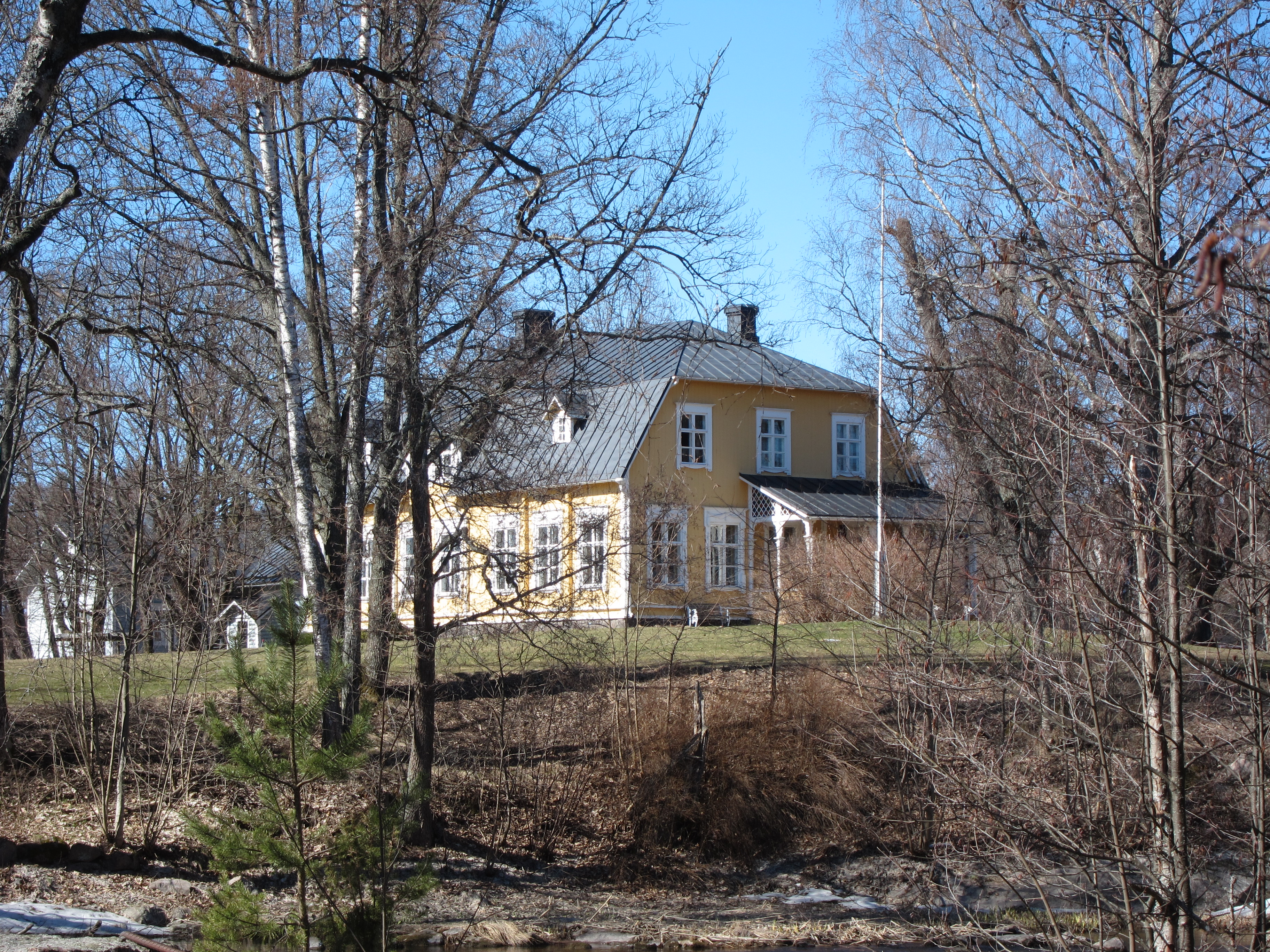
Manoir de Kymi.